# Sinagoga Churba

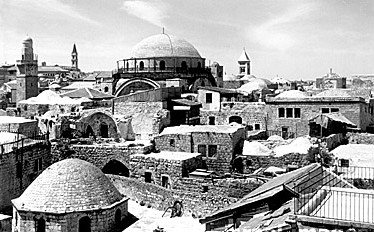
A Churba na Cidade Velha de Jerusalém antes de 1948

A Sinagoga Churba (Hurba, Churva ou Hurva, em hebraico:   בית הכנסת החורבה, transliterado: Beit ha-Knesset haChurba), também conhecida como Churvat Rabi Yehuda heChassid, (trad: Ruínas do Rabino Judá, o Piedoso) localizada no Bairro Judeu da Cidade Velha de Jerusalém era o local da principal sinagoga asquenaze de Jerusalém dos tempos antigos até 1948. Em 1854 uma nova sinagoga oficialmente consagrada Sinagoga Beis Yaakov foi erguida pela comunidade de Perushim. Foi, mais tarde, reduzida a entulho durante a Guerra árabe-israelense de 1948. Após Israel reaver a Cidade Velha em 1967, um número de planos foi enviado para o desenho do novo prédio. Após anos de deliberação, um arco comemorativo foi erguido no local em 1977, o próprio tornando-se um importante marco do Bairro Judeu. O plano para reconstruir a sinagoga em seu estilo original recebeu aprovação do Governo Israelense em 2000, tendo as obras sido iniciadas em 2007.

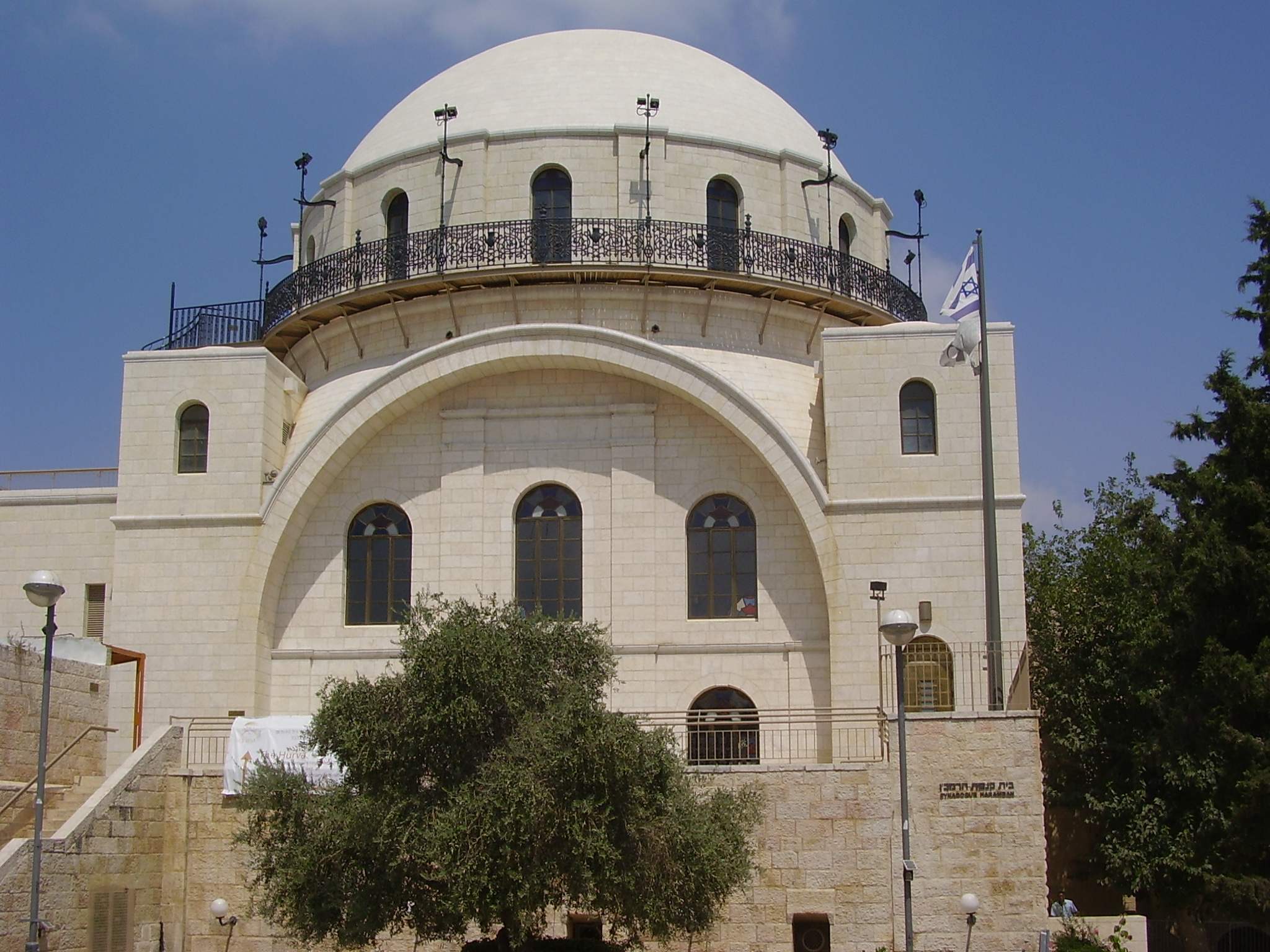
A Sinagoga de Churba reinaugurada, 2010

A Sinagoga de Churba foi reinaugurada em 15 de março de 2010 sob protestos da Autoridade Palestina e de líderes muçulmanos, que acusaram o governo israelense de terem usado o evento como uma forma de provocação. Para eles, este foi o início de tomada de posse do Monte do Templo, onde está localizada a Mesquita de Al-Aqsa. A reinauguração contou com a presença do presidente da Knesset à época, Reuven Rivlin, e dos grandes rabinos.